# マイケル・V・ドレイク
マイケル・ヴィンセント・ドレイク（Michael Vincent Drake、1950年7月9日 - ）は、アメリカ合衆国の医学者・教育者である。2020年8月1日よりカリフォルニア大学学長を務める。2014年から2020年まではオハイオ州立大学学長、2005年から2014年まではカリフォルニア大学アーバイン校学長を務め、それ以前はカリフォルニア大学システムの健康問題担当副学長を務めていた。

## 若年期と教育
ドレイクは1950年7月9日にニューヨークで生まれ、ニュージャージー州アングルウッドとカリフォルニア州サクラメントで育った。
1967年にカリフォルニア州サクラメントのC.K.マクラッチー高校を卒業した。1967年から1969年までサクラメント・シティ大学に通った。1974年にスタンフォード大学で学士号を取得し、1975年にカリフォルニア大学サンフランシスコ校で医学博士号を取得して、研修医訓練を受けた。大学在学中の夏休みには、サクラメントにあるタワーレコード1号店で働いていた。
2005年、ハーバード・ビジネス・スクールでアドバンスド・マネジメント・プログラムを受講した。

## キャリア
ドレイクはカリフォルニア大学サンフランシスコ校医学部の教授を20年以上務め、最終的に眼科のスティーブン・P・シアリング教授職と上級副学部長となった。その後、カリフォルニア大学システムの健康問題担当副学長を5年間務めた。2005年7月から2014年6月までカリフォルニア大学アーバイン校の学長を務めた。また、医学部と教育学部の教授を務めた。

### カリフォルニア大学アーバイン校学長
2005年7月1日、ドレイクはカリフォルニア大学アーバイン校の第5代学長に就任した。年俸35万ドルは、前職と同額だった。2010年時点では37万5千ドルになっていた。

### オハイオ州立大学学長
2014年1月30日、オハイオ州立大学理事会は、ドレイクを同学第15代学長に任命した。同年6月30日に学長の任期が開始した。就任当時、ドレイクはアメリカ芸術科学アカデミー会員、全米医学アカデミー会員、全米大学体育協会(NCAA)ディビジョンI理事だった。2019年11月、ドレイクが2020年に学長を退任することが発表された。

### カリフォルニア大学学長
2020年7月7日、ドレイクはカリフォルニア大学システムの第21代学長に選出された。黒人が同学の学長に就任するのは、152年の歴史の中で初めてだった。

## 私生活
ドレイクの妻のブレンダ・ドレイク(Brenda Drake)は弁護士であり、全米都市同盟、サンフランシスコ・ユニバーシティ高校、ゴールデンゲート銀行など、教育、国際保健、金融、公民権、芸術の分野を中心とした組織の理事・評議員を務めている。また、女性の健康に関する国際組織であるエンジェンダー・ヘルスの名誉理事・元理事長である。2人の間には2人の息子と4人の孫がいる。
ドレイクの最初の職場は、大学在学中の夏休みに働いていた、サクラメントにあるタワーレコード1号店である。ドレイクは、今でも音楽を趣味とし、音楽に対する情熱を持っていると語っている。2015年3月、ドレイクはロックの殿堂の理事に任命された。ドレイクは生涯にわたって音楽、特にロックとジャズを趣味とし、ギターを弾き、大学で「公民権運動における音楽」についての講義をしている。

### フィランソロピー
オハイオ州立大学学長在任中の2017年、ドレイクは、オハイオ州出身の学生を対象とする、4年間分の授業料・住居費・食費を無償にする奨学金制度の設立に貢献した。2018年には、このプログラムの規模を拡大し、必要な費用の全額を賄うようにした。

## 論争

### アーウィン・ケメリンスキーの解雇
カリフォルニア大学アーバイン校学長在任中の2007年9月4日、アーウィン・ケメリンスキーが同校法学部長に就任したが、ドレイクはケメリンスキーが「偏向的である」として契約を取り消した。ドレイクは、これは自分自身の考えで決定したものであり、外部からの影響を受けたものではないと説明した。
ドレイクのこの行動は、法学部の学問的使命を妨害し、学問の自由に反するものであるとして、リベラルと保守派の両方の学者から批判を受けた。「外部からの影響を受けたものではない」というドレイクの説明を信じた者はほとんどいなかった。この問題は、『ニューヨーク・タイムズ』紙の2007年9月14日付の社説で取り上げられた。この社説において、カリフォルニア州最高裁判所のロナルド・M・ジョージ判事（当時）が死刑制度に対するケメリンスキーの主張を批判していたこと、また、ロサンゼルス郡監督官のマイケル・D・アントノビッチら地元の有力共和党員が、ケメリンスキーの法学部長就任を阻止しようとしていたことが明らかにされた。
この騒動の後、ドレイクはケメリンスキーと会談し、両者は合意に至った。同年9月19日、ドレイクはケメリンスキーと共同で、ケメリンスキーが法学部長に就任することを発表した。9月20日には大学理事会で正式に承認された。

### ジョン・ウォーターズの解雇
オハイオ州立大学学長在任中の2014年7月24日、ドレイクはオハイオ州立大学マーチングバンド指導者のジョン・ウォーターズを解雇した。これは、同バンド内における「性的な文化」が大学の価値観やタイトル・ナインに反するものであることが判明したためである。大学側は、マーチングバンド内にセクハラを助長する環境があり、ウォーターズはそれを認識していたはずであると説明した。ウォーターズは、大学側が女性職員に対するものと異なる処分を下しており、適正手続の保障に反していると主張して、復職を求めて提訴した。2015年1月時点で、同学はこの決定やその後の対応に対して100万ドル近くの費用を費やしている。